# Russell Martin
Russell Kenneth Alexander Martin (Brighton, 4 januari 1986) is een voetbaltrainer en voormalig voetballer die bij voorkeur als verdediger speelde. Hij is sinds het seizoen 2025/26 hoofdtrainer van Rangers FC.

## Carrière

### Voetballer

#### Beginjaren
Martin kwam in 2004 bij amateurvoetbalclub Lewes terecht, dat hem weghaalde uit de jeugdopleiding van. Brighton & Hove Albion. Lewes kwam destijds uit in de Isthmian Football League.

#### Wycombe Wanderers
In juli 2004 trok hij naar Wycombe Wanderers, waar hij in eerste instantie zonder contract aan de slag ging. Op 7 augustus 2004 maakte hij zijn officiële debuut tegen Cambridge United. Martin speelde in zijn debuutseizoen elf officiële duels.
Het daaropvolgende seizoen werd hij op meerdere posities in de verdediging en op het middenveld ingezet. Een van zijn doelpunten dat seizoen werd verkozen tot Doelpunt van het Seizoen.
In de zomer van 2006 tekende Martin een nieuw tweejarig contract bij de club en groeide hij uit tot de vaste rechtsachter van het team. In het seizoen 2007/08 miste Martin geen enkele wedstrijd en bereikte hij met Wycombe Wanderers de play-offs om promotie. In beide wedstrijden tegen Stockport County in de halve finale kwam Martin in actie. De wedstrijden gingen in totaal met 2-1 verloren, waardoor de club promotie mis liep.

#### Peterborough United
Medio 2008 maakte Martin transfervrij de overstap naar Peterborough United, waar hij een driejarig contract ondertekende. Al na twee maanden werd hij aangewezen als de aanvoerder van het elftal. Hij speelde iedere wedstrijd dat seizoen en promoveerde met Peterborough naar het Championship.

#### Norwich City
Na de benoeming van Mark Cooper als opvolger van de ontslagen hoofdtrainer Darren Ferguson in november 2009 ging Martin op huurbasis aan de slag bij Norwich City.
Op 4 januari 2010 werd de overstap naar De Kanaries definitief gemaakt en tekende hij een 2,5-jarig contract. Martin groeide uit tot een vaste waarde als rechtsachter van het team in de restant van het seizoen. Zijn eerste doelpunt voor Norwich scoorde hij op 14 september 2010 tegen Doncaster Rovers. De wedstrijd werd wel met 3-1 verloren.
In 2010 werd Martin kampioen van de League One met Norwich City en een jaar later werd er opnieuw promotie behaald, naar de Premier League. Na een indrukwekkend eerste seizoen in de Premier League tekende Martin een nieuwe driejarige verbintenis. Op 23 november 2014 droeg Martin voor de 200e keer het shirt van Norwich City tegen Brighton & Hove Albion. Hij scoorde het tweede doelpunt van Norwich in een 3-3 gelijkspel. De club promoveerde dat seizoen terug naar de Premier League via play-offs, maar degradeerden opnieuw na slechts een seizoen op het hoogste niveau.
Op 21 april 2017 speelde Martin zijn 300e officiële wedstrijd voor de club in een 2-0 overwinning op Brighton & Hove Albion. Hij tekende een nieuw contract bij Norwich in juli 2017, maar kwam nadien weinig aan spelen toe in het seizoen 2017/18. Martin verliet Norwich City op 31 augustus 2018 nadat zijn contract was opgezegd met wederzijdse toestemming. Hij speelde in totaal 309 officiële wedstrijden voor de club waarmee hij plek 22 innam op de lijst van spelers met de meeste wedstrijden.

#### Rangers
In januari 2018 verkaste Martin naar Rangers, uitkomend in de Scottish Premiership. Hij maakte zijn competitiedebuut voor de club op 24 januari 2018 in een 2-0 overwinning tegen Aberdeen. Martin was een van de vier debutanten in die wedstrijd. Hij scoorde zijn eerste (en tevens enige) doelpunt voor Rangers in een 2-0 overwinning tegen Heart of Midlothian op 24 februari 2018.

#### Laatste jaren
Martin tekende in oktober 2018 bij League One-club Walsall als speler-trainer. Die club verliet hij in januari 2019 voor persoonlijke redenen.
Op 15 januari 2019 tekende hij een kort contract bij League Two-club Milton Keynes Dons. Tijdens de laatste speelronde bewerkstelligde The Dons promotie. Nadat hoofdtrainer Paul Tisdale in november 2019 werd ontslagen werd Martin aangesteld als zijn opvolger.

#### Interlands
Martin werd geboren in het Engelse Brighton, maar door zijn Schotse vader was hij ook gerechtigd om voor Schotland uit te komen. Hij debuteerde voor Schotland op het vierlandentoernooi in mei 2011. Hij kwam van 2011 tot en met 2017 tot 29 interlands.

### Voetbaltrainer

#### Milton Keynes Dons
Op 3 november 2019 begon Martin aan zijn eerste klus als hoofdtrainer bij League One-club Milton Keynes Dons. In zijn eerste seizoen eindigde ze op de negentiende plaats op de ranglijst. Samen met assistent Luke Williams integreerde hij succesvol een op balbezit gebaseerde speelstijl die goede kritieken ontving. Op het hoogtepunt van het seizoen 2020/21 hadden enkel Manchester City en Barcelona een hoger gemiddeld balbezit percentage in Europa. Op 31 juli 2021 maakte The Dons bekend dat Swansea City toestemming had gevraagd om met Martin te spreken over de rol van hoofdtrainer bij de club.

#### Swansea City
Swansea City maakte op 1 augustus 2021 bekend dat Martin een driejarig contract had getekend om de nieuwe hoofdtrainer van de club te worden. Dat seizoen eindigde Swansea City als vijftiende in het Championship. Het seizoen 2022/23 behaalde het team de tiende plaats op de eindranglijst.

#### Southampton
Op 21 juni 2023 werd Martin aangesteld als hoofdtrainer van Southampton. Hij tekende een driejarig contract bij The Saints. Tussen september 2023 en februari 2024 bleef het team 25 wedstrijden op rij ongeslagen, een clubrecord. Met zijn elftal eindigde hij in zijn eerste seizoen op de vierde plaats, waarmee het zich kwalificeerde voor de play-offs om promotie naar de Premier League. Nadat het in de halve finale afrekende met West Bromwich Albion won het op Wembley met 0-1 van Leeds United, waardoor het promotie afdwong.
Een niveau hoger had de ploeg van Martin moeite om aan te haken bij de kwaliteiten die er nodig zijn. Daardoor stond het al snel in de onderste regionen van de ranglijst. Na een 0-5 nederlaag in het St. Mary's Stadium tegen Tottenham Hotspur op 15 december 2024 besloot de club direct afscheid te nemen van Martin.

#### Rangers
Op 5 juni 2025 werd Martin gepresenteerd als nieuwe trainer van Rangers FC. Bij de club waar hij reeds als speler actief was tekende hij een driejarig contract.

## Erelijst
| Kampioen League One                        | 1x | 2009/10 |
| Vice-kampioen Championship                 | 1x | 2010/11 |
| Promotie naar Premier League via play-offs | 1x | 2014/15 |

1 McGregor ·
2 Hutton ·
3 Whittaker ·
4 Hanley ·
5 Martin ·
6 Maloney ·
7 Morrison ·
8 McArthur ·
9 Griffiths ·
10 Snodgrass ·
11 Bannan ·
12 Gilks ·
13 Conway ·
14 Naismith ·
15 Webster ·
16 Rhodes ·
17 Mackay-Steven ·
19 Burke ·
20 Armstrong ·
21 Marshall ·
22 Jack ·
23 Watt ·
Coach: Strachan
1 Butland ·
2 Tavernier  ·
3 Yılmaz ·
4 Pröpper ·
5 Souttar ·
7 Cortés ·
8 Barron ·
9 Dessers ·
10 Diomand ·
11 Lawrence ·
14 Bajrami ·
17 Matondo ·
18 Černý ·
19 Nsiala ·
20 Dowell ·
21 Sterling ·
22 Jefté ·
24 Kasanwirjo ·
27 Balogun ·
29 Igamane ·
30 Hagi ·
31 Kelly ·
38 King ·
43 Raskin ·
44 Devine ·
45 McCausland ·
51 Lowry ·
99 Danilo ·
Coach: Clement
· Assistent-coach: Van der Heyden
· Assistent-coach: Rae
· Assistent-coach: Ulderink